# Lijst van rivieren in Rusland

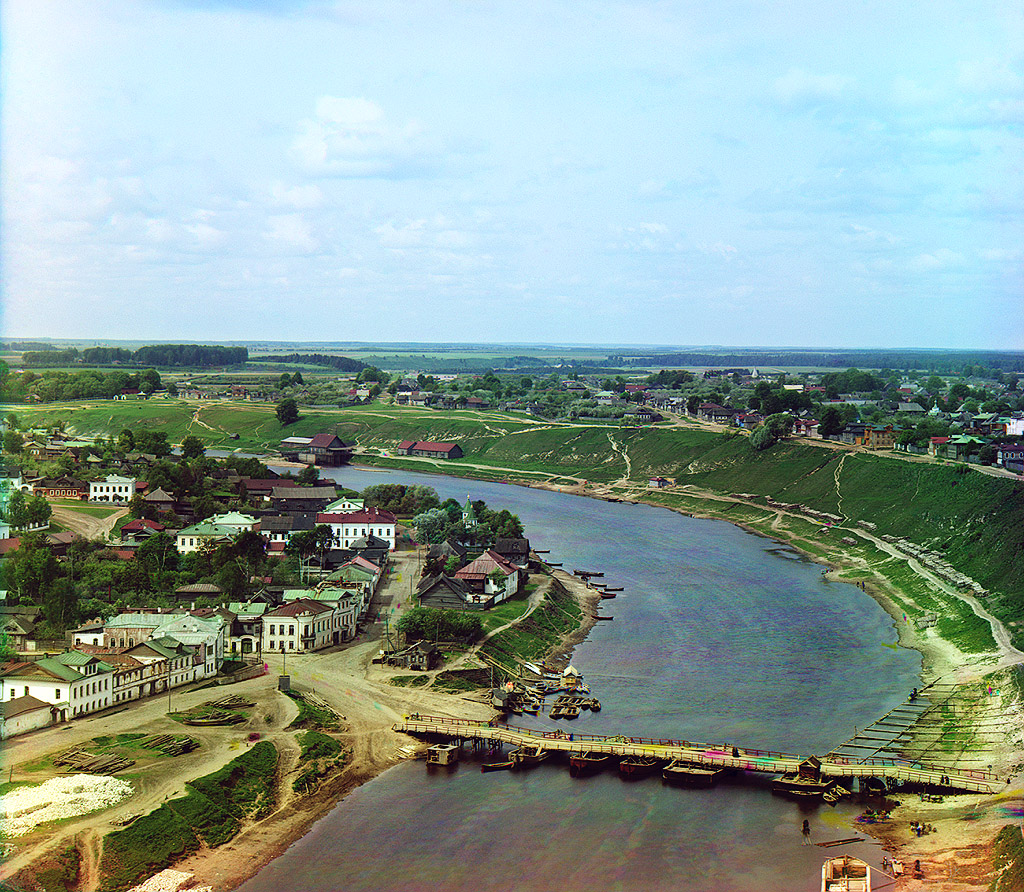
De Wolga in Rzjev

Rusland telt meer dan 100.000 rivieren van 10 kilometer of langer. Hieronder staat een overzicht van de belangrijkste rivieren in Rusland.
De belangrijkste rivieren in het Europese deel van Rusland zijn de Wolga, Don, Kama, de Oka en de Noordelijke Dvina. Enkele andere rivieren ontspringen in Rusland en stromen naar andere landen, zoals de Dnjepr en de Westelijke Dvina. 
In het Aziatische deel van Rusland zijn de belangrijkste rivieren de Ob, Irtysj, Jenisej, Angara, Lena, Amoer, Jana, Indigirka en de Kolyma. 
De lijst hieronder is gegroepeerd naar de zee of de oceaan waar de rivieren in uitmonden. Verder is de sortering van de lijst stroomopwaarts.

## Stromend naar deBarentszzeeof deWitte Zee(Noordelijke IJszee)
De rivieren in deze sectie zijn van oost naar west gesorteerd.
- Petsjora (ten noordoosten van Narjan-Mar) 
  - Oesa (ten westen van Oesinsk)
    - Kolva (bij Oesinsk)
- Noordelijke Dvina (in Severodvinsk) 
  - Pinega (in Oest-Pinega)
  - Jomtsa (bij Bolsjaja Gora)
  - Vaga (bij Bereznik)
  - Oeftjoega (bij Krasnoborsk)
  - Vytsjegda (in Kotlas)
    - Visjera

  - Joeg (in Veliki Oestjoeg)
  - Soechona (in Veliki Oestjoeg)
    - Vologda (bij Vologda)
- Mezen (bij Mezen)
- Onega (in Onega)
- Kem (in Kem)
- Niva (in Kandalaksja)
- Varzoega (in Koezomen)
- Ponoj (in Ponoj)
- Iokanga (in Iokanga)
- Voronja

## Stromend naar deOostzee
De rivieren in deze sectie zijn gesorteerd van zuidwest naar noordoost.
- Pregolja (bij Kaliningrad) 
  - Łyna/Lava (in Znamensk)
  - Instroetsj/Inster (in Tsjernjachovsk)
  - Angrapa (in Tsjernjachovsk)
    - Pissa (bij Tsjernjachovsk)
    - Krasnaja (in Goesev)
- Nemunas/Neman/Memel (bij Šilutė, Litouwen) 
  - Šešupė/Sjesjoepe (bij Neman)
- Westelijke Dvina/Daugava (bij Riga, Letland) 
  - Polota (in Polatsk, Wit-Rusland)
  - Kasplja (in Soerazj, Wit-Rusland)
  - Mezja (bij Velizj)
    - Obsja (bij Bely)
- Narva (bij Narva)
  - Pljoessa (bij Slantsy)
  - Peipusmeer (bij Slantsy)
    - Velikaja (bij Pskov)
- Loega (in Oest-Loega)
  - Oredezj (bij Loega)
- Neva (in Sint-Petersburg)
  - Ochta (in Sint-Petersburg)
    - Okkervil (in Sint-Petersburg)

  - Izjora (in Oest-Izjora)
  - Tosna (in Otradnoje)
  - Ladogameer (in Sjlisselburg)
    - Volchov (bij Volchov)
      - Tigoda (bij Kirisji)
        - Ravan
        - Tsjagoda

      - Visjera (bij Veliki Novgorod)
      - Ilmenmeer (in Veliki Novgorod)
        - Msta (bij Veliki Novgorod) 
          - Oever (bij Berezovski Rjadok)
          - Berezajka (in Berezovski Rjadok)
            - Valdajka

          - Mstinomeer (bij Vysjny Volotsjok)
            - Tsna (bij Vysjny Volotsjok)

        - Pola (bij Staraja Roessa)
        - Lovat (bij Staraja Roessa)
          - Polist (bij Staraja Roessa)
          - Koenja (in Cholm)

        - Sjelon (bij Sjimsk)

    - Sjas (in Sjasstroj)
    - Svir (bij Lodejnoje Pole)
      - Pasja (bij Lodejnoje Pole)
      - Oyat (bij Lodejnoje Pole)
      - Onegameer
        - Soena (in Kondopoga)
        - Vodla (bij Poedozj)
        - Andoma (ten noorden van Vytegra)
        - Vytegra (bij Vytegra)

    - Vuoksi/Voeoksa (in Solovjovo en Priozersk)
      - Voltsja (bij Losevo)
- Sestra (bij Sestroretsk)

## Stromend naar deZwarte Zee
De rivieren in deze sectie zijn gesorteerd van west naar oost.
- Dnjepr (bij Cherson, Oekraïne) 
  - Desna (in Kiev, Oekraïne)
    - Seim (in Sosnytsia, Oekraïne)
    - Soedost (ten noorden van Novhorod-Siversky, Oekraïne)

  - Vjazma
- Mioes (in de Zee van Azov bij Taganrog)
- Don (in de Zee van Azov bij Azov) 
  - Manytsj (in Manytsjskaja, ten oosten van Rostov aan de Don)
  - Sal (in Semikarakorsk)
  - Donets (bij Semikarakorsk)
  - Chopjor (bij Serafimovitsj)
  - Bitjoeg (bij Pavlovsk)
  - Osered (bij Pavlovsk)
  - Voronezj (bij Voronezj)
- Jeja (in de Zee van Azov bij Jejsk)
- Koeban (in de Zee van Azov bij Temrjoek)
  - Laba (in Oest-Labinsk)
- Mzymta (bij Sotsji)

## Stromend naar deKaspische Zee
De rivieren in deze sectie zijn gesorteerd van west naar oost.
- Terek (bij Kizljar)
  - Malka (bij Prochladny)

- Koema (ten noorden van Kizljar)
  - Podkoemok (bij Georgiejevsk)

- Wolga (bij Astrachan) 
  - Samara (in Samara)
  - Kama (ten zuiden van Kazan)
    - Vjatka (bij Nizjnekamsk)
      - Tsjeptsa (bij Kirov)

    - Belaja (bij Neftekamsk)
      - Oefa (in Oefa)
        - Joerjoezan (bij Karaidel)

    - Tsjoesovaja (bij Perm)
      - Sylva (bij Perm)

    - Jegosjicha (in Perm)
    - Moeljanka (in Perm)
    - Visjera (bij Solikamsk)
      - Kolva (bij Tsjerdyn)

  - Kazanka (in Kazan)
  - Sviejaga (ten westen van Kazan)
  - Vetloega (bij Kozmodemjansk)
  - Soera (in Vasilsoersk)
  - Kerzjenets (bij Lyskovo)
  - Oka (in Nizjni Novgorod)
    - Kljazma (in Gorbatov)
      - Teza (bij Joezja)
      - Nerl (bij Vladimir)

    - Moksja (bij Jelatma)
      - Tsna (bij Sasovo)

    - Pra (bij Kasimov)
    - Moskva (in Kolomna)
      - Pachra (bij Moskou)
      - Neglinnaja (in Moskou)
      - Jaoeza (in Moskou)
      - Setoen (in Moskou)
      - Istra (bij Moskou)
      - Roeza (bij Roeza)

    - Nara (in Serpoechov)
    - Protva (bij Serpoechov)
    - Oegra (bij Kaloega)
    - Oepa (bij Soevorov)
      - Plava (bij Krapivna)

  - Oezola (bij Balatsjna)
  - Oenzja (bij Joerjevets)
  - Kostroma (in Kostroma)
    - Vjoksa (in Boej)

  - Kotorosl (in Jaroslavl)
  - Sjeksna (in Tsjerepovets)
    - Belojemeer (bij Belozersk)
      - Kovzja
      - Kema

  - Mologa (bij Vesjegonsk)
  - Kasjinka (bij Kaljazin)
  - Nerl (bij Kaljazin)
  - Medveditsa (bij Kimry)
  - Doebna (in Doebna)
    - Sestra (bij Doebna)

  - Sjosja (bij Konakovo)
    - Lama (bij Kozlovo)

  - Tvertsa (in Tver)
    - Osoega (bij Torzjok)

  - Vazoeza (in Zoebtsov)
  - Selizjarovka (in Selizjarovo)
- Oeral (in Atıraw, Kazachstan)
  - Ilek (in Ilek)
  - Sakmara (in Orenburg)

## Stromend naar deNoordelijke IJszee(ten oosten van deOeral)
De riveren in deze sectie zijn gesorteerd van west naar oost.
- Ob (naar de Obboezem)
  - Irtysj (bij Chanty-Mansiejsk)
    - Tobol (in Tobolsk)
      - Tavda (ten zuidwesten van Tobolsk)
      - Toera (80 km stroomafwaarts van Tjoemen)
        - Salda (bij Oest-Salda)
        - Tagil (bij Bopotovskoje)
        - Nitsa (bij Oest-Nitsinskoje)
        - Pysjma (bij Sozonovo)

      - Iset (bij Jaloetorovsk)
        - Miass (ten oosten van Sjadrinsk)

    - Isjim (in Oest-Isjim)
    - Tara bij (Tara)
    - Om (in Omsk)

  - Vach (bij Nizjnevartovsk)
  - Tym (in Oest-Tym)
  - Vasjoegan (in Kargasok)
  - Parabel (bij Kargasok)
  - Ket (bij Kolpasjevo)
  - Tsjoelym (Ob) (in Oest-Tsjoelym)
  - Tom (±50 km stroomafwaarts van Tomsk)
  - Alej (bij Barnaoel)
  - Katoen (in Biejsk)
    - Tsjoeja (bij Inja)

  - Bieja (in Biejsk)
    - Tsjoelysjman (in het Teletskojemeer)
      - Basjkaoes
        - Tsjebdar
- Nadym (in de Obboezem in Chorovaja)
- Poer (in de Tazbaai in Ivaj-Sale)
  - Pjakoepoer
    - Vyngapoer
    - Jangjagoen
    - Njoetsja-Komoetajacha
- Taz (in de Tazbaai in Tazovski)
- Pjasina (ten zuidoosten van de Tazbaai)
- Jenisej
  - Toeroechan (bij Toeroechansk)
  - Beneden-Toengoeska (in Toeroechansk)
  - Stenige Toengoeska (in Podkamennaja Toengoeska)
    - Katanga
    - Tetere

  - Angara (in Strelka)
    - Oka (bij Bratsk)
    - Bolsjaja Belaja (bij Oesolje-Sibirskoje)
    - Irkoet (in Irkoetsk)
    - Selenga (in het Baikalmeer bij Kabansk)
      - Oeda (in Oelan-Oede)

    - Bargoezin (in Baikalmeer in Oest-Bargoezin)
    - Boven-Angara (in Baikalmeer bij Severobajkalsk)

  - Abakan (in Abakan)
  - Toeba
    - Kazyr
      - Kizyr

    - Sjoesj

  - Otrok
    - Syda

  - Sisim
  - Derbina
  - Mana
  - Kan
    - Agoel
- Chatanga (bij Kozjevnikovo)
  - Kotoej (bij Chatanga)
  - Cheta (bij Chatanga)
- Anabar (bij Chorgo)
- Olenjok (in Oest-Olenjok)
- Lena (bij Tiksi)
  - Viljoej (bij Sangar)
    - Tjoeng
      - Tsjimidikjan
      - Dzjippa

  - Aldan (in Batamaj)
    - Amga (in Oest-Amginskoje)
    - Maja (in Oest-Maja)

  - Oljokma
  - Njoeja (in Njoeja)
  - Vitim (in Vitim)
  - Kirenga (in Kirensk)
- Jana (in Nizjnejansk)
- Indigirka (bij Tabor)
- Alazeja
- Kolyma (bij Ambartsjik)
  - Anjoej (bij Nizjnekolymsk)
  - Omolon (±80 km bovenstrooms van Nizjnekolymsk)

## Stromend naar deGrote Oceaan/Zee van Ochotsk
De rivieren in deze sectie zijn van noord naar zuid gesorteerd.
- Anadyr (in Anadyr)
- Kamtsjatka (in Oest-Kamtsjatsk)
- Avatsja (bij Petropavlovsk-Kamtsjatski)
- Oeda (in Tsjoemikan)
- Amoer (in Nikolajevsk aan de Amoer)
  - Anjoej (in Najchin)
  - Oessoeri (in Chabarovsk)
  - Boereja (bij Rajtsjichinsk)
  - Zeja (in Blagovesjtsjensk)
    - Tom (±80 km bovenstrooms van Blagovesjtsjensk)
    - Selemdzja (±50 km bovenstrooms van Svobodny)
      - Oelma
      - Nora

    - Dep

  - Sjilka
    - Nertsja (bij Nertsjinsk)
    - Ingoda (bij Sjilka)
    - Onon (bij Sjilka)

  - Argoen
- Tumen/Toemannaja (in Sŏsura-ri, Noord-Korea)